# Ueberstorf
Ueberstorf es una comuna suiza del cantón de Friburgo, situada en el distrito de Sense. Limita al norte y oeste con la comuna de Wünnewil-Flamatt, al este con Neuenegg (BE) y Köniz (BE), al sur con Schwarzenburg (BE), y al suroeste con Heitenried y Sankt Antoni.
Forman parte del territorio comunal las localidades de Blattishaus, Grossried, Niedermettlen, Obermettlen, Riedern.

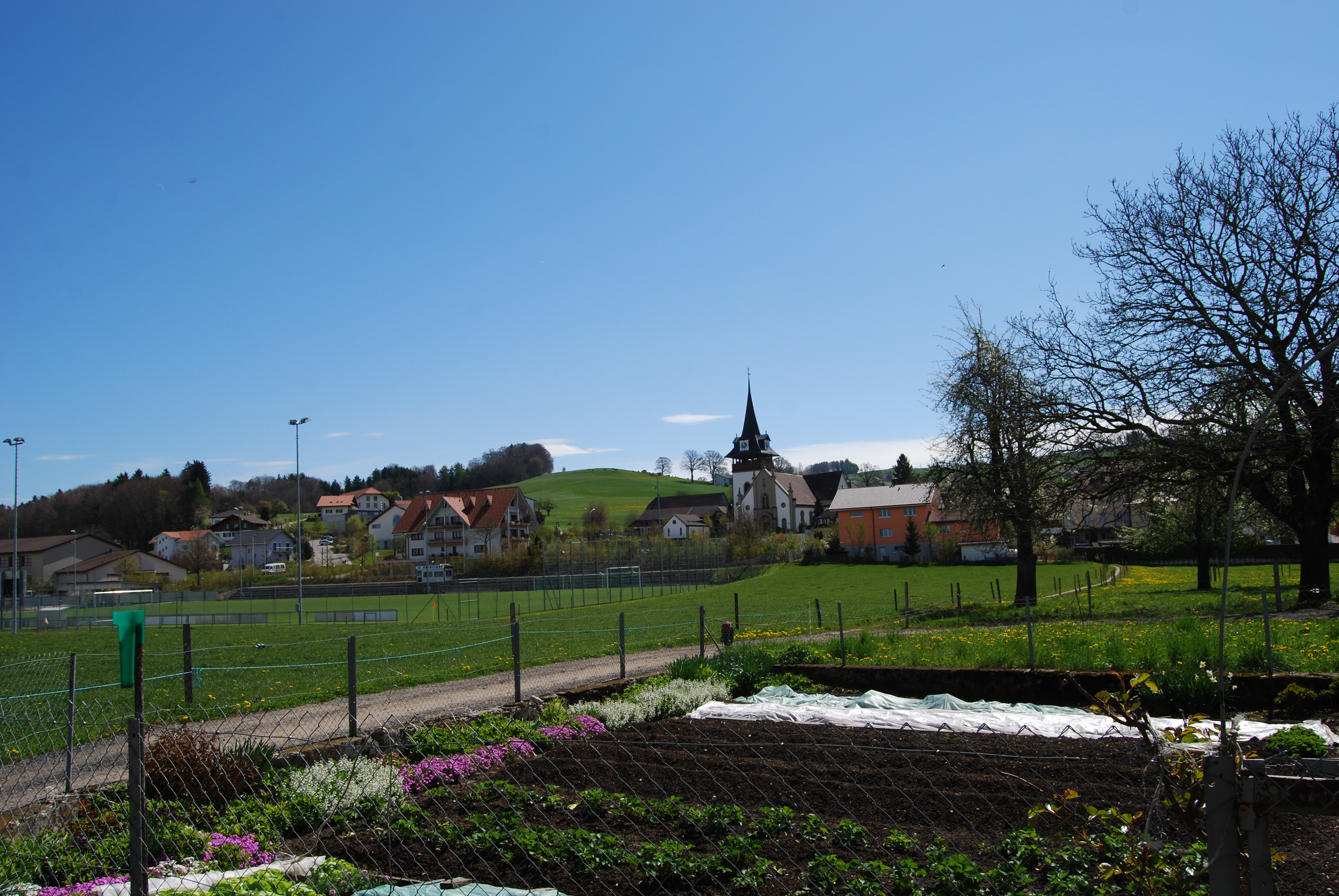
Ueberstorf